# Franklin (Massachusetts)
Pour les articles homonymes, voir Franklin.

Franklin est une ville de l'État du Massachusetts, au nord-est des États-Unis. La ville comptait 31 635 habitants en 2010. Bien que Franklin ne soit pas aussi peuplée que Salem, elle est une des villes les plus importantes des environs de Boston.
Les premières populations en provenance d'Europe s'y installent à partir de 1660, mais la ville est officiellement fondée en 1778, pendant la Révolution américaine. Elle est la ville de naissance de Horace Mann, le père américain de l'éducation publique.

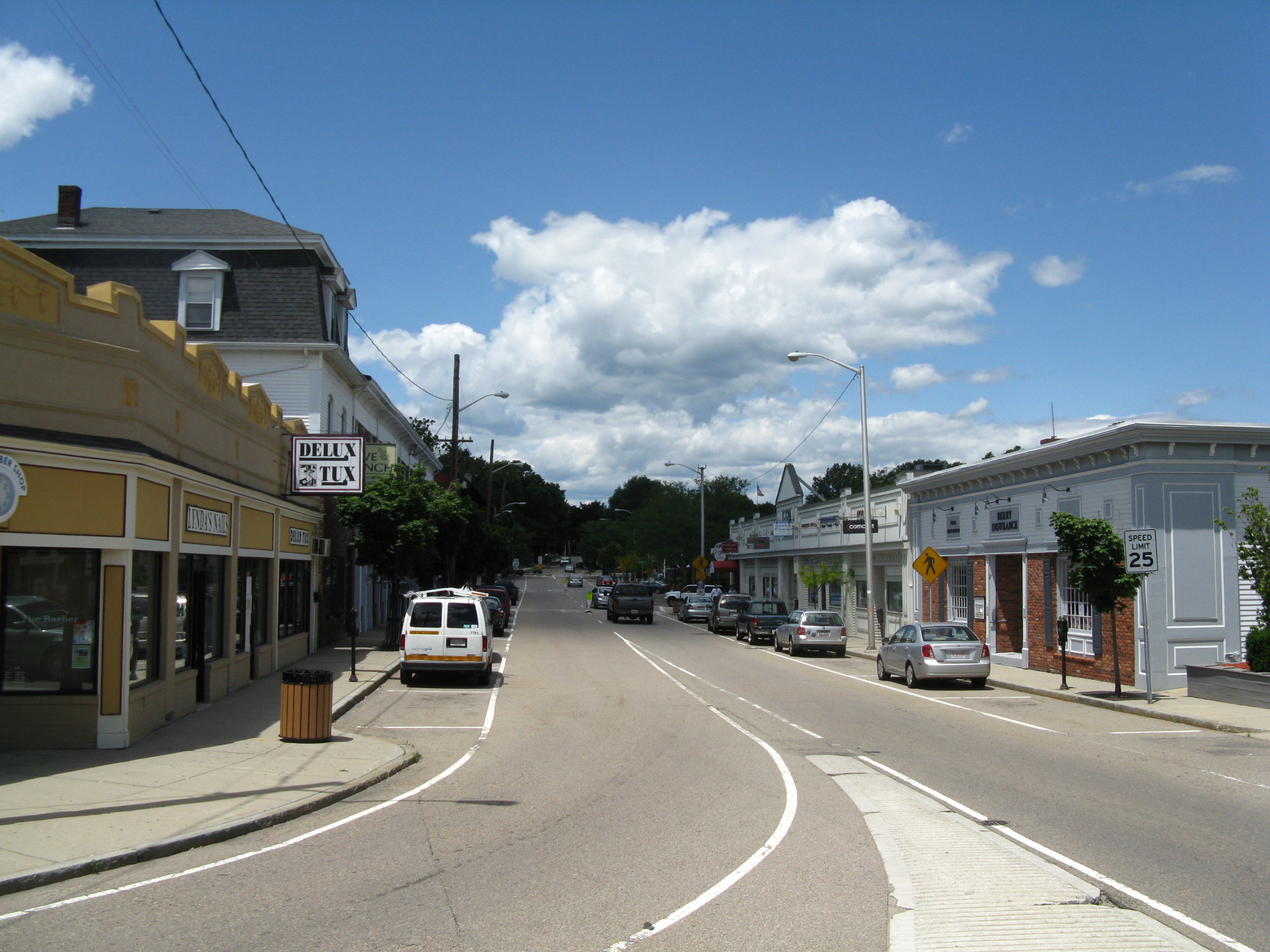
Rue Main en 2010